# Promises (canção de The Cranberries)
Promises é uma canção da banda irlandesa The Cranberries. É o primeiro single do quarto álbum de estúdio do grupo, Bury the Hatchet, lançado em 1999. O tema da música é o divorcio. Um videoclipe envolvendo um cowboy enfrentando um híbrido de bruxa/espantalho, foi lançado para promover o single.

## Faixas
1. Promises (Edit) – 3:30
2. The Sweetest Thing – 3:33
3. Linger (Ao vivo) – 4:40

## Paradas
| Parada (1999)                                  | Melhor colocação |
| ---------------------------------------------- | ---------------- |
| Austrália (ARIA)                               | 78               |
| Áustria (Ö3 Austria Top 75)                    | 37               |
| Bélgica (Ultratip Bubbling Under de Flandres)  | 6                |
| Bélgica (Ultratop 50 da Valônia)               | 21               |
| Canadá (Nielsen SoundScan)                     | 6                |
| Europa (Eurochart Hot 100)                     | 13               |
| França (SNEP)                                  | 32               |
| Alemanha (Offizielle Deutsche Charts)          | 45               |
| Grécia (IFPI)                                  | 5                |
| Islândia (Íslenski Listinn Topp 40)            | 3                |
| Irlanda (IRMA)                                 | 19               |
| Itália (Musica e dischi)                       | 3                |
| Países Baixos (Single Top 100)                 | 42               |
| Nova Zelândia (Recorded Music NZ)              | 20               |
| Noruega (VG-lista)                             | 17               |
| Escócia (Scottish Singles Chart)               | 10               |
| Espanha (PROMUSICAE)                           | 1                |
| Suécia (Sverigetopplistan)                     | 33               |
| Suíça (Schweizer Hitparade)                    | 19               |
| Reino Unido (UK Singles Chart)                 | 13               |
| Estados Unidos (Billboard Alternative Airplay) | 12               |